# Estación Matsumaru

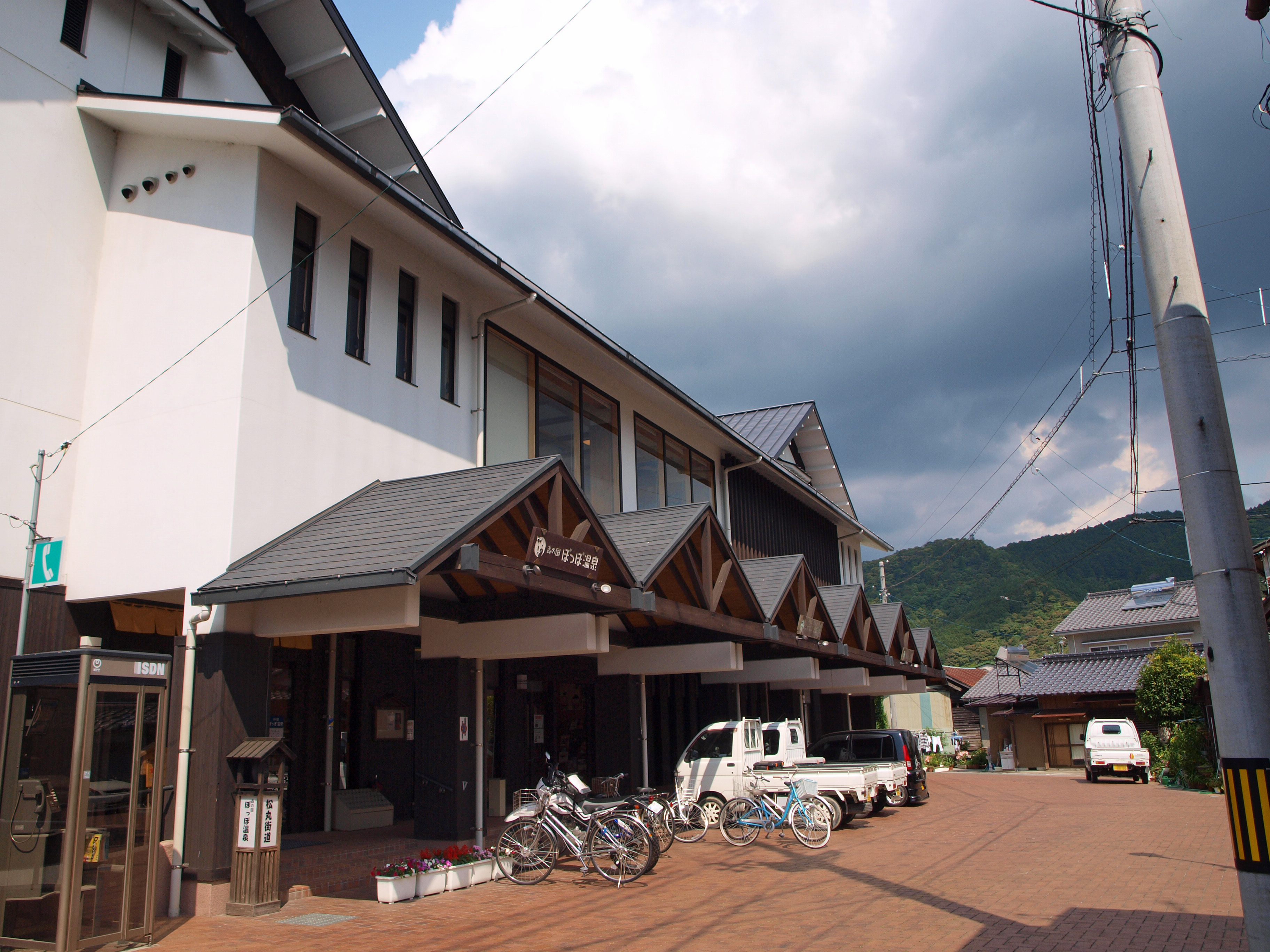
Estación de Matsumaru, línea Yodo, JR Shikoku, Japón

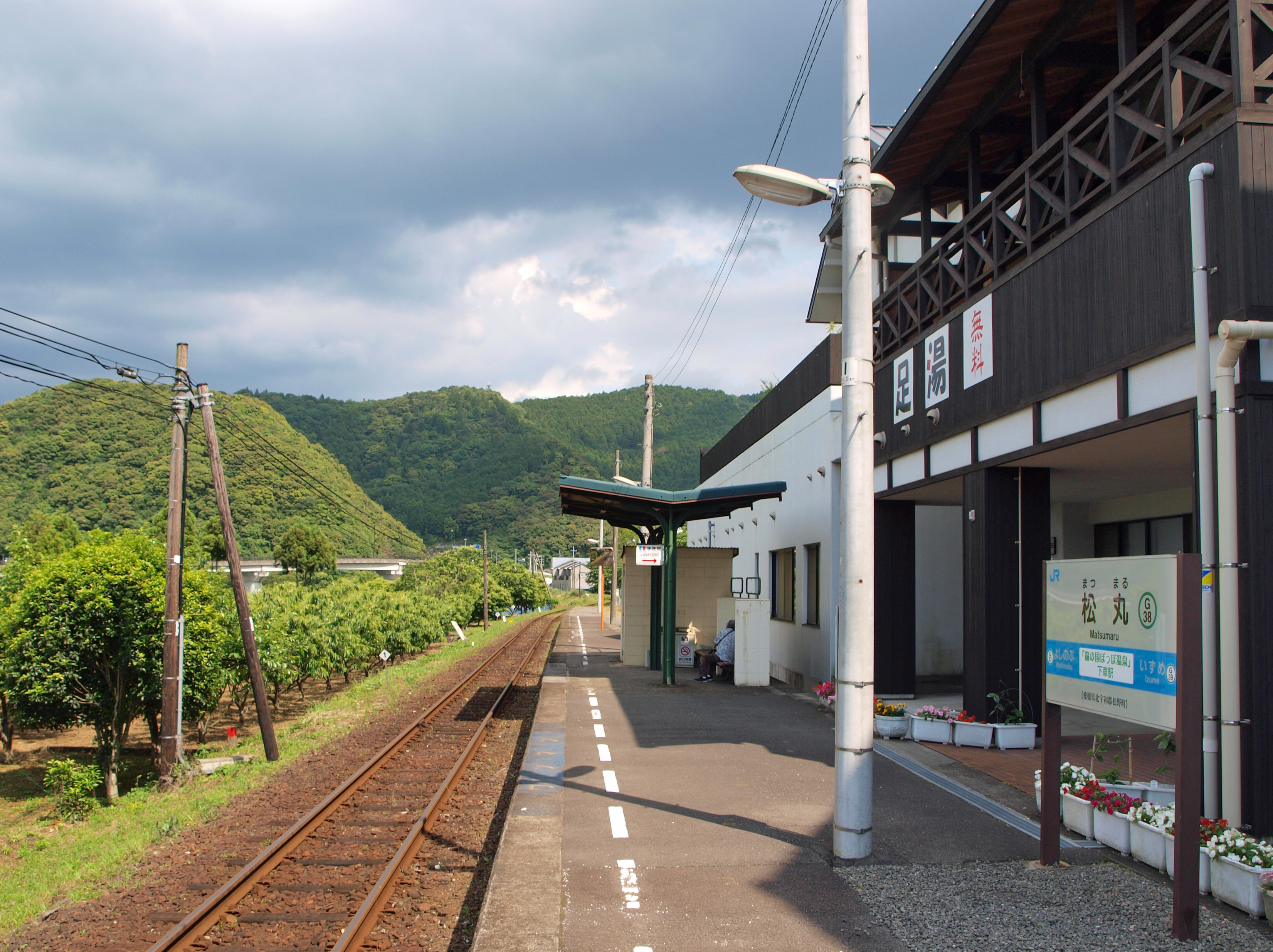

La Estación Matsumaru (松丸駅 Matsumaru-eki?) es una estación de la Línea Yodo (予土線 Yodo-sen?) de la Japan Railways que se encuentra en el distrito Matsumaru (松丸?) del Pueblo de Matsuno del Distrito de Kitauwa de la Prefectura de Ehime. El código de estación es el "G38".

## Características
Es la estación principal del Pueblo de Matsuno y tiene un importante tráfico de pasajeros.

## Estación de pasajeros
Cuenta con una única plataforma, con vías a ambos lados. La plataforma cuenta con dos andenes (Andenes 1 y 2). 
La venta de pasajes está terciarizada.

### Andenes
| 1 | ● Línea Yodo | Hacia Ciudad de Shimanto (四万十市 Shimanto-shi?) |
| 1 | ● Línea Yodo | Hacia Kihoku y Uwajima                            |
| 2 | ● Línea Yodo | Hacia Ciudad de Shimanto                          |
| 2 | ● Línea Yodo | Hacia Kihoku y Uwajima                            |

## Historia
- 1923: el 12 de diciembre se inaugura como una estación del Ferrocarril Uwajima (宇和島鉄道 Uwajima-tetsudō?).
- 1933: el 1° de agosto pasa a ser una estación de Ferrocarriles Nacionales de Japón (日本国有鉄道 Nihon Kokuyū Tetsudō?) debido a la estatización del Ferrocarril Uwajima.
- 1987: el 1° de abril pasa a ser una estación de la división Ferrocarriles de Pasajeros de Shikoku de la Japan Railways.

## Estación anterior y posterior
- Línea Yodo 
  - Estación Izume (G39)  <<  Estación Matsumaru (G38)  >>  Estación Yoshinobu (G37)